# Rimas Álvarez
Rimas Esteban Álvarez (n. el 22 de julio de 1974 en Quilmes, Provincia de Buenos Aires, Argentina) es un exjugador argentino de rugby que se desempeñó como segunda línea.
Surgido del Club Pucará, jugó para los Pumas desde 1998 a 2009 e integró el plantel que obtuvo el tercer puesto en el Copa Mundial de Rugby de 2007.

## Participaciones en Copas del Mundo
Rimas jugó su primer mundial en Australia 2003 donde los Pumas no pudieron vencer al XV del trébol en un duelo clave por la clasificación a cuartos de final. Su último mundial fue el histórico Francia 2007, en el cual Argentina venció a Francia en la inauguración del torneo, Georgia, Namibia e Irlanda para ganar su grupo. En Cuartos de final vencerían a Escocia para hacer historia y llegar por primera vez a Semifinales donde enfrentaron a los eventuales campeones mundiales, los Springboks, siendo la única derrota en el torneo. Por el tercer puesto Argentina enfrentó a Les Bleus donde una vez más Los Pumas triunfaron 34-10.
| Mundial                       | Sede      | Resultado     | PJ | Tries |
| ----------------------------- | --------- | ------------- | -- | ----- |
| Copa Mundial de Rugby de 2003 | Australia | Primera fase  | 4  | 0     |
| Copa Mundial de Rugby de 2007 | Francia   | Tercer puesto | 6  | 0     |

## Palmarés
- Campeón del Torneo Sudamericano de 1998.
- Campeón del Top 14 de 2008/09.